# Sukra
Sukra (arab. سكرة; fr. La Soukra) – miasto w Tunezji, w północnych przedmieściach Tunisu (gubernatorstwo Arjana). W 2014 roku liczyło około 130 tysięcy mieszkańców. Znajduje się w odległości 6 km od centrum Tunisu, pomiędzy miastami Arjana i al-Marsa. Jest blisko do lotniska międzynarodowego Tunis-Carthage.
Położone w centrum ogromnej żyznej równiny rolnej, zajętej przez plantacje pomarańczy. Miasto jest znane z najstarszego pola golfowego w Tunezji, założonego w 1927 roku. W 2001 roku w mieście został otwarty pierwszy w kraju hipermarket Carrefour.